# 船橋市立習志野台第二小学校
船橋市立習志野台第二小学校（ふなばししりつ ならしのだいだいにしょうがっこう）は、千葉県船橋市習志野台五丁目43番1号にある公立小学校。

## 校歌
- 『青空』作詞：宗左近 作曲：三善晃[1]

創立10周年記念として制作され、詩人の宗左近が作詞を手掛けている。この歌詞については、朝日ジャーナル編 『現代無用物事典』でも取り上げられている。